# Panathenaeën
De Panathenaia (Oudgrieks: Παναθήναια, Panathênaia) was een religieus festival dat in de oudheid eens in de vier jaar op het einde van het Hekatombaion, de eerste maand van het Attisch jaar (wat ongeveer overeenkomt met onze maand juli), in Athene gevierd werd. Tijdens dit festival, dat meerdere dagen duurde, werd Athena geëerd als beschermgodin van de stad (Athena Polias) en werd ook haar verjaardag gevierd.

## Ontstaansgeschiedenis
Wanneer de Panathenaia precies ontstaan zijn is onduidelijk wegens een gebrek aan bronnen. Ook de mythen die hierover de ronde deden geven geen eenduidig antwoord. Volgens sommigen was het de legendarische Atheense koning Erechtheus die het festival stichtte terwijl andere verhalen spreken van de al even legendarische Theseus.
We weten wel dat de Panathenaia in de aan ons bekende vorm in de loop van de 6e eeuw v.Chr. tot stand zijn gekomen. De grootste formele hervorming van de Panathenaia gebeurde tijdens het bewind van Pisistratus in 566/565 v.Chr. toen de Grote Panathenaia werden ingevoerd en sportwedstrijden aan het traditionele programma van de festiviteiten werden toegevoegd. De Grote Panathenaia werden om de vier jaar gehouden en hadden in tegenstelling tot de gewone of kleine Panathenaia, die tijdens de drie jaar tussen twee edities van de Grote Panathenaia gehouden werden, een Panhelleens karakter. Dit wil zeggen dat alle vrije Grieken (ook inwoners van andere poleis, metoiken) mochten deelnemen aan de feestelijkheden, enkel slaven waren uitgesloten. Toch hebben de Panathenaia nooit dezelfde uitstraling genoten als de vier grote Panhelleense Spelen te Olympia, Delphi, op de Isthmos en in Nemea. Tijdens de kleine Panathenaia mochten enkel Atheense burgers en in beperktere mate ook metoiken deelnemen aan de festiviteiten. De Panathenaia bestonden traditioneel uit twee delen: een processie die eindigde met een groots offerfeest ter ere van Athena, en wedstrijden.

## Het programma
De Panathenaia duurden ongeveer een week en werden beëindigd met het uitreiken van de prijzen en uitgebreide feestelijkheden ter ere van de overwinnende atleten en de godin Athena. Het programma zag er waarschijnlijk als volgt uit.
Dag 1:	muziekwedstrijden
Dag 2:	atletiekwedstrijden voor jongeren
Dag 3:	atletiekwedstrijden voor volwassen mannen
Dag 4:	paardenwedstrijden
Dag 5:	ploegsporten per stam
Dag 6:	fakkelrace, processie en offerfeest
Dag 7:	apobates en bootrace
Dag 8:	prijsuitreiking en feestelijkheden

## Sport en muziekwedstrijden
De drang om de beste te zijn en zich te meten met anderen is een typisch Grieks fenomeen. Vandaar dat zowat alle grote festiviteiten gepaard gingen met uitgebreide sportwedstrijden. Dit was ook het geval bij de Panathenaia. Tijdens de Grote Panathenaia maten atleten uit alle Griekse stadstaten zich met elkaar in verschillende sportdisciplines terwijl tijdens de Kleine Panathenaia enkel Atheners mochten deelnemen. De winnaars werden rijkelijk beloond met een geldprijs en ontvingen bovendien een prachtig versierde prijsamfora gevuld met uiterst kostbare olijfolie. Opvallend aan de Panathenaia is ook het belang dat men hechtte aan muziek en kunst. Muziek vervulde niet alleen een belangrijke functie in de processie, maar er werden, naast sportwedstrijden,ook muziekwedstrijden georganiseerd.
Atletiek

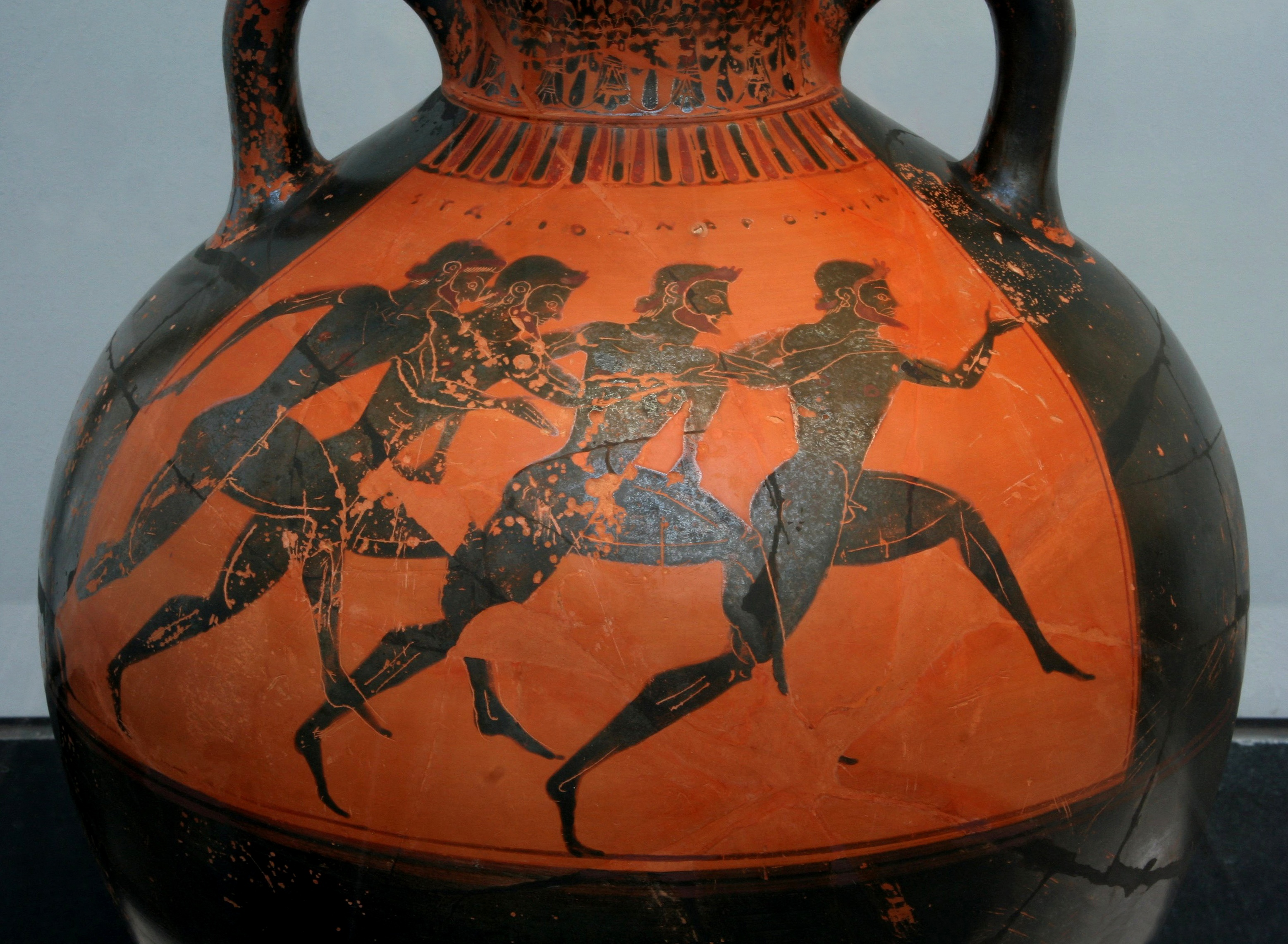
Hardloopwedstrijd op een Panathenaeïsche amfora.

In de eerste plaats werden er uiteraard wedstrijden gehouden in een aantal typische atletiekdisciplines. Zo werden er onder meer loopwedstrijden over verschillende afstanden en een pentatlon (lopen, worstelen, verspringen met gewichten, discuswerpen en speerwerpen) gehouden.
Worstelen bestond ook als aparte discipline los van de pentatlon, verspringen, discuswerpen en speerwerpen echter niet. Naast worstelen werd er ook gebokst op de Panathenaia. Naar moderne normen was deze Griekse versie van de sport zeer brutaal, weinig gereglementeerd en erg gevaarlijk. De meest risicovolle gevechtssport die op de Panathenaia gehouden werd was echter pankration, een combinatie van boksen en worstelen waarbij zo goed als alles toegestaan was.
Een discipline die nog enigszins de traditionele band tussen sport en het leger weerspiegelde was de hoplietenrace waarbij men met een volledige wapenrusting een bepaalde afstand moest lopen. Deze sport werd op de Panathenaia al beoefend nog voor ze ingevoerd werd op andere grote spelen zoals die van Olympia.
Paardensport
Op de Panathenaia werden ook een aantal sporten met paarden gehouden. In de eerste plaats was er natuurlijk een gewone paardenrace. Verder werd er ook een race met tethrippa, vierspannen, gehouden. Er waren ook nog een aantal bijzondere disciplines, zoals de polemisteriois, specifiek militaire disciplines met paarden en wagens (een paardenrace, een race voor tweespannen, speerwerpen vanaf een paard en een militaire processie met paarden en wagens). Deze disciplines waren voorbehouden voor Atheners. Nog een geval apart was de apobatesrace, een combinatie van een wagenrace en een hoplietenrace.
Ploegsporten
Naast atletische en paardensport werden er ook een aantal groepssporten gehouden, al waren dit veelal eerder symbolisch-religieuze evenementen dan echte sporten. Deze disciplines stonden enkel open voor Atheners en werden beoefend in teams per stam.
De sporten in deze categorie waren het pyrrhisch dansen, de euandria, de fakkelrace en de bootrace. 
De Pyrrhische dans was een soort krijgsdans in wapenuitrusting, gebaseerd op oude rituele jacht- en oorlogsdansen.
De euandria was een schoonheidswedstrijd voor mannen waarbij men hun kalokagathia, de combinatie van morele en fysieke schoonheid, beoordeelde.
Vooral de fakkelrace had een belangrijke symbolisch-religieuze functie te vervullen op de Panathenaia en wordt verder nog uitgebreider besproken.
Over de bootraces is weinig met zekerheid geweten wegens een gebrek aan duidelijk bronnen. We weten enkel op basis van afbeeldingen op prijsamforen en reliëfs dat er wel degelijk bootraces gehouden werden.
Muziekwedstrijden
Het houden van muziekwedstrijden naast sportwedstrijden was niet uniek aan de Panathenaia, maar een frequent fenomeen was het in Antiek Griekenland zeker ook niet.
Op de Panathenaia werden muziekwedstrijden gehouden in een zestal disciplines. Ook de winnaars van muziekwedstrijden werden rijkelijk beloond met prijzen vergelijkbaar aan die van de winnaars van de sportwedstrijden.

## Processie en offerfeest
Het belangrijkste kenmerk dat de Grote en de Kleine Panathenaia gemeenschappelijk hadden was het houden van een religieuze processie met aansluitend een offerfeest ter ere van de godin Athena Polias.
Fakkelrace
De dag dat de processie en het offerfeest gehouden werden, de zesde dag van de Panathenaia, werd steeds begonnen met een fakkelrace die een combinatie van rituelen en atletiek was. De fakkelrace was voorbehouden aan Atheners en werd gelopen door een veertigtal lopers per stam over een afstand van 2500 meter zodat elke loper ongeveer zestig meters moest lopen. De winnende stam was die wiens team het eerst aankwam bij het altaar van Athena op de akropolis zonder dat de fakkel onderweg was uitgedoofd. Er waren prijzen voorzien, zowel voor de individuele fakkeldragers of lampadophoroi (30 drachmen en een waterkruik) van het winnende team als voor de stam waarvan ze deel uitmaakten (100 drachmen en een os).
De oorspronkelijke, religieuze betekenis van deze fakkelrace was het overbrengen van het vuur van het altaar van Eros aan de ingang van de academie naar de akropolis waar met de fakkel het vuur werd aangestoken voor het offer aan Athena.
Processie
In de loop van de namiddag werd een processie gevormd die vanuit het Pompeion (het 'processiegebouw') in de Kerameikos, het stadsdeel van Athene ten noorden van de Agora, richting de Akropolis trok. Deze processie volgde eerst de sacrale Panathenaeïsche weg om vervolgens schuin de agora over te steken, de weg naar de propyleeën van de Akropolis op te draaien en te eindigen voor de tempel van Athena Polias op de Akropolis.
In deze processie hadden alle bevolkingsgroepen van Athene: ruiters, oude mannen, metoiken, hoplieten,... hun eigen specifieke plaats en functie. Enkel slaven mochten niet deelnemen. In deze processie was een bijzondere rol weggelegd voor jonge meisjes (Athena Parthenos was immers de godin van de jonge meisjes). Deze zogenaamde Kanephoroi brachten tijdens de processie een reusachtige, prachtig versierde peplos, die ze zelf in de loop van het jaar geweven hadden, mee en boden deze dan aan aan de godin Athena. Dit gewaad moest groot genoeg zijn voor het grote beeld van Athena op de akropolis en was gewoonlijk rijkelijk versierd met taferelen van de Gigantomachie, de strijd tussen Athena en de Giganten. Tijdens de jaren dat er geen Grote maar Kleine Panathenaia georganiseerd werden was het gewaad dat de Kanephoroi Athena aanboden waarschijnlijk kleiner en eenvoudiger.
Offerfeest

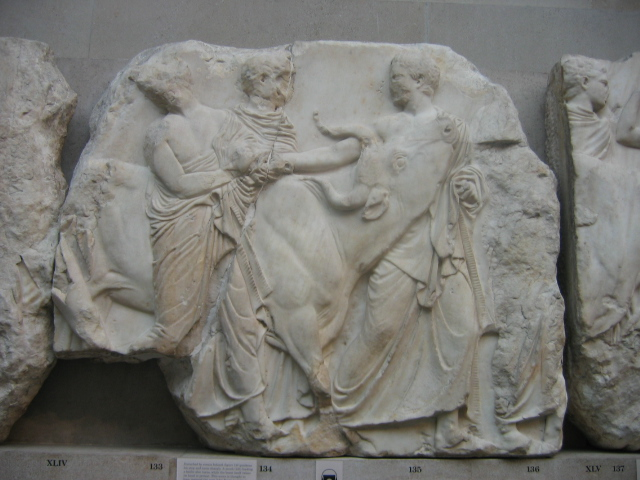
Een rund wordt meegevoerd als offerdier in de Panathenaeïsche processie. Deel van het Parthenonfries, ca. 440 v.Chr.

De Panathenaeïsche processie werd 's avonds gewoonlijk afgesloten met een groots offerfeest. Een stier die tijdens de processie ook mee de Akropolis op gedreven was werd dan naar het Altaar van Athena Polias gebracht en daar ritueel geslacht. Het vlees werd vervolgens versneden, bereid op het vuur dat eerder op de dag aangestoken was door een van de lampadophoroi, en verdeeld over al de gegadigden.
Het feest dat hierop volgde duurde heel de nacht door en werd opgeluisterd door de gezangen en het gedans van meisjeskoren.
Het zijn deze processie en het aansluitende offerfeest ter ere van Athena die afgebeeld staan op de beroemde Parthenonfriezen. Vanaf de vijfde eeuw v.C. mochten ook Atheense kolonisten die niet in Athene leefden maar wel aan de stad onderhorig waren deelnemen aan de processie en het offerfeest en kregen de Panathenaia meer en meer het karakter van een imperiaal feest.